# We Are the Champions
We Are The Champions is een nummer uit 1977 van de Britse rockgroep Queen. Het is geschreven door zanger Freddie Mercury.  Het lied is gecomponeerd in de liedvorm en is geheel in 6/8e maat.
Het lied is afkomstig van het album News of the World en staat ook op het verzamelalbum Greatest Hits uit 1981.
De originele single-uitgave van het nummer, in 1977, betrof een dubbele A-kant met We Will Rock You. Deze single behaalde wereldwijd succes. In Nederland bereikte de single de tweede plaats in de Top 40 en de Nationale Hitparade.

## Live uitvoeringen
Beide versies van het nummer zijn nog immer populair bij met name grote sportevenementen. Tijdens liveoptredens van Queen werd We are the Champions vaak als afsluiter gespeeld samen met We Will Rock You en God Save the Queen. Bij het EK voetbal in 1992 werd in Nederland een live-versie van We Will Rock You/We Are The Champions uitgebracht. Dat jaar werd de twaalfde plaats bereikt. De originele uitvoering werd opnieuw uitgebracht ter gelegenheid van het WK voetbal in 1994 en bereikte de 32e plaats.
Op het Freddie Mercury Tribute Concert in 1992 werd het nummer als afsluiter vertolkt door Liza Minnelli, samen met alle andere artiesten van die avond. Green Day heeft dit nummer regelmatig gecoverd bij live optredens, waaronder het Live 8-festival. Andere artiesten die het nummer gecoverd hebben zijn Robbie Williams en Crazy Frog. We Are the Champions werd ook gebruikt in de film Revenge of the Nerds uit 1984. In de film Kruistocht in spijkerbroek uit 2006 te wordt het nummer door de kinderen gezongen op het moment dat hoofdpersoon Dolf in het Duitse Rottweil met ze broden bakt van het graan dat hij krijgt van de plaatselijke Domheer in ruil voor zijn iPod.
| "We Are The Champions" in de Single Top 100 - binnen: 19-10-1977 | "We Are The Champions" in de Single Top 100 - binnen: 19-10-1977 | "We Are The Champions" in de Single Top 100 - binnen: 19-10-1977 | "We Are The Champions" in de Single Top 100 - binnen: 19-10-1977 | "We Are The Champions" in de Single Top 100 - binnen: 19-10-1977 | "We Are The Champions" in de Single Top 100 - binnen: 19-10-1977 | "We Are The Champions" in de Single Top 100 - binnen: 19-10-1977 | "We Are The Champions" in de Single Top 100 - binnen: 19-10-1977 | "We Are The Champions" in de Single Top 100 - binnen: 19-10-1977 | "We Are The Champions" in de Single Top 100 - binnen: 19-10-1977 | "We Are The Champions" in de Single Top 100 - binnen: 19-10-1977 | "We Are The Champions" in de Single Top 100 - binnen: 19-10-1977 | "We Are The Champions" in de Single Top 100 - binnen: 19-10-1977 | "We Are The Champions" in de Single Top 100 - binnen: 19-10-1977 | "We Are The Champions" in de Single Top 100 - binnen: 19-10-1977 | binnen: 02-07-1994 | binnen: 02-07-1994 | binnen: 02-07-1994 | binnen: 02-07-1994 | binnen: 02-07-1994 | binnen: 10-07-2010 | binnen: 10-07-2010 | binnen: 10-07-2010 |
| Week                                                             | 1                                                                | 2                                                                | 3                                                                | 4                                                                | 5                                                                | 6                                                                | 7                                                                | 8                                                                | 9                                                                | 10                                                               | 11                                                               | 12                                                               | 13                                                               |                                                                  | 14                 | 15                 | 16                 | 17                 |                    | 18                 | 19                 |                    |
| ---------------------------------------------------------------- | ---------------------------------------------------------------- | ---------------------------------------------------------------- | ---------------------------------------------------------------- | ---------------------------------------------------------------- | ---------------------------------------------------------------- | ---------------------------------------------------------------- | ---------------------------------------------------------------- | ---------------------------------------------------------------- | ---------------------------------------------------------------- | ---------------------------------------------------------------- | ---------------------------------------------------------------- | ---------------------------------------------------------------- | ---------------------------------------------------------------- | ---------------------------------------------------------------- | ------------------ | ------------------ | ------------------ | ------------------ | ------------------ | ------------------ | ------------------ | ------------------ |
| Nummer                                                           | 21                                                               | 10                                                               | 4                                                                | 4                                                                | 3                                                                | 2                                                                | 2                                                                | 3                                                                | 5                                                                | 6                                                                | 9                                                                | 16                                                               | 23                                                               | uit                                                              | 41                 | 31                 | 27                 | 49                 | uit                | 89                 | 59                 | uit                |

| "We Will Rock You/We Are The Champions (Live At Wembley '86)" in de Nederlandse Single Top 100 - binnen: 20-06-1992 | "We Will Rock You/We Are The Champions (Live At Wembley '86)" in de Nederlandse Single Top 100 - binnen: 20-06-1992 | "We Will Rock You/We Are The Champions (Live At Wembley '86)" in de Nederlandse Single Top 100 - binnen: 20-06-1992 | "We Will Rock You/We Are The Champions (Live At Wembley '86)" in de Nederlandse Single Top 100 - binnen: 20-06-1992 | "We Will Rock You/We Are The Champions (Live At Wembley '86)" in de Nederlandse Single Top 100 - binnen: 20-06-1992 | "We Will Rock You/We Are The Champions (Live At Wembley '86)" in de Nederlandse Single Top 100 - binnen: 20-06-1992 | "We Will Rock You/We Are The Champions (Live At Wembley '86)" in de Nederlandse Single Top 100 - binnen: 20-06-1992 | "We Will Rock You/We Are The Champions (Live At Wembley '86)" in de Nederlandse Single Top 100 - binnen: 20-06-1992 | "We Will Rock You/We Are The Champions (Live At Wembley '86)" in de Nederlandse Single Top 100 - binnen: 20-06-1992 | "We Will Rock You/We Are The Champions (Live At Wembley '86)" in de Nederlandse Single Top 100 - binnen: 20-06-1992 | "We Will Rock You/We Are The Champions (Live At Wembley '86)" in de Nederlandse Single Top 100 - binnen: 20-06-1992 | "We Will Rock You/We Are The Champions (Live At Wembley '86)" in de Nederlandse Single Top 100 - binnen: 20-06-1992 | "We Will Rock You/We Are The Champions (Live At Wembley '86)" in de Nederlandse Single Top 100 - binnen: 20-06-1992 | "We Will Rock You/We Are The Champions (Live At Wembley '86)" in de Nederlandse Single Top 100 - binnen: 20-06-1992 |
| Week | 1 | 2 | 3 | 4 | 5 | 6 | 7 | 8 | 9 | 10 | 11 | 12 | |
| --- | --- | --- | --- | --- | --- | --- | --- | --- | --- | --- | --- | --- | --- |
| Nummer | 77 | 54 | 31 | 20 | 12 | 9 | 14 | 16 | 24 | 35 | 56 | 80 | uit |

### NPO Radio 2 Top 2000
| Nummer met noteringen in de NPO Radio 2 Top 2000 | '99 | '00 | '01 | '02 | '03 | '04 | '05 | '06 | '07 | '08 | '09 | '10 | '11 | '12 | '13 | '14 | '15 | '16 | '17 | '18 | '19 | '20 | '21 | '22 | '23 | '24 |
| ------------------------------------------------ | --- | --- | --- | --- | --- | --- | --- | --- | --- | --- | --- | --- | --- | --- | --- | --- | --- | --- | --- | --- | --- | --- | --- | --- | --- | --- |
| We Are the Champions                             | 78  | 128 | 319 | 223 | 267 | 247 | 222 | 271 | 655 | 301 | 424 | 470 | 412 | 601 | 555 | 672 | 579 | 543 | 583 | 216 | 251 | 383 | 431 | 388 | 471 | 432 |

1. ↑  Een vetgedrukt getal geeft de hoogste notering aan.

### JOE FM Hitarchief Top 2000
| "We Are the Champions" | "We Are the Champions" | "We Are the Champions" | "We Are the Champions" | "We Are the Champions" |
| Jaar                   | 2009                   | 2010                   | 2011                   | 2012                   |
| ---------------------- | ---------------------- | ---------------------- | ---------------------- | ---------------------- |
| Positie                | 135                    | 175                    | 109                    | 88                     |